# 霍爾特縣 (密蘇里州)
霍爾特县（英語：Holt County）是美国密蘇里州西北部的一個縣，西、南隔密苏里河與堪薩斯州和內布拉斯加州相望，面積1,215平方公里。根據2020年美國人口普查，共有人口4,223人。縣治俄勒岡（Oregon）。該縣成立於1841年1月29日，原名諾德偉郡（Nodaway County），同年2月15日改為現名；縣名紀念牧師、醫生出身的州議員大衛·賴斯·霍爾特（David Rice Holt）。